# Campeonato Asiático de Atletismo de 2015 - 400 m feminino
A prova dos 400 metros feminino do Campeonato Asiático de Atletismo de 2015 foi disputada entre os dias 3 e 4 de junho de 2015 no Wuhan Stadium em Wuhan, na China. 

## Recordes
Antes desta competição, os recordes mundiais e do campeonato nesta prova eram os seguintes:
|                       | Nome               | Nacionalidade     | Tempo  | Local    | Data                   |
| --------------------- | ------------------ | ----------------- | ------ | -------- | ---------------------- |
| Recorde mundial       | Marita Koch        | Alemanha Oriental | 47s 60 | Camberra | 6 de outubro de 1985   |
| Recorde do campeonato | Damayanthi Dharsha | Sri Lanka         | 51s 05 | Jacarta  | 2000                   |
| Recorde asiático      | Ma Yuqin           | China             | 49s 81 | Pequim   | 11 de setembro de 1993 |

## Medalhistas
| Ouro               | Prata                | Bronze                     |
| Yang Huizhen (CHN) | M. R. Poovamma (IND) | Anastassiya Kudinova (KAZ) |

## Cronograma
Todos os horários são locais (UTC+8)
| Data       | Hora  | Evento  |
| ---------- | ----- | ------- |
| 3 de junho | 10:10 | Bateria |
| 4 de junho | 16:00 | Final   |

## Resultados

### Bateria
Qualificação: 3 atletas de cada bateria  (Q) mais os  2 melhores qualificados (q). 
| Posição | Bateria | Atleta                  | Nacionalidade | Tempo   | Notas |
| ------- | ------- | ----------------------- | ------------- | ------- | ----- |
| 1       | 2       | M. R. Poovamma          | Índia         | 52.94   | Q     |
| 2       | 2       | Yang Huizhen            | China         | 53.68   | Q     |
| 3       | 2       | Yuliya Rakhmanova       | Cazaquistão   | 54.00   | Q     |
| 4       | 1       | Chandrika Mudiyanselage | Sri Lanka     | 54.18   | Q     |
| 5       | 1       | Anastassiya Kudinova    | Cazaquistão   | 54.49   | Q     |
| 6       | 2       | Asami Chiba             | Japão         | 55.52   | q     |
| 7       | 1       | Sayaka Aoki             | Japão         | 55.61   | Q     |
| 8       | 2       | Srimaya Sari            | Indonésia     | 55.93   | q     |
| 9       | 1       | Jo Eun-ju               | Coreia do Sul | 56.74   |       |
| 10      | 2       | Lam Christy Ho Yan      | Hong Kong     | 58.07   |       |
| 11      | 1       | Chua Yan Ching          | Hong Kong     | 59.09   |       |
| 12      | 1       | Aminath Nazra           | Maldivas      | 1:05.84 |       |
| 13      | 1       | Cheng Chong             | China         | DNF     |       |

### Final
A final da prova ocorreu dia 4 de junho às 16:00.
| Posição           | Raia | Atleta                  | Nacionalidade | Resultados | Notas |
| ----------------- | ---- | ----------------------- | ------------- | ---------- | ----- |
| Medalha de ouro   | 5    | Yang Huizhen            | China         | 52.37      |       |
| Medalha de prata  | 4    | M. R. Poovamma          | Índia         | 53.07      |       |
| Medalha de bronze | 3    | Anastassiya Kudinova    | Cazaquistão   | 53.41      |       |
| 4                 | 8    | Yuliya Rakhmanova       | Cazaquistão   | 53.66      |       |
| 5                 | 6    | Chandrika Mudiyanselage | Sri Lanka     | 54.24      |       |
| 6                 | 7    | Sayaka Aoki             | Japão         | 54.61      |       |
| 7                 | 1    | Asami Chiba             | Japão         | 54.71      |       |
| 8                 | 2    | Srimaya Sari            | Indonésia     | 56.28      |       |

Legenda
| Recorde mundial       | Recorde mundial (World record)               |                       | Recorde africano                      | Recorde africano (African) |                                           | Q | Classificado por posição (Qualified) |
| Recorde do campeonato | Recorde do campeonato (Championship record)  | Recorde da América    | Recorde da América (Americas)         | q                          | Classificado por melhor tempo (Qualified) |   |                                      |
| Melhor marca do ano   | Melhor marca do ano (World leading)          | Recorde asiático      | Recorde asiático (Asian)              | DNS                        | Não largou (Did not start)                |   |                                      |
| Recorde nacional      | Recorde nacional (National record)           | Recorde europeu       | Recorde europeu (European)            | DNF                        | Não terminou (Did not finish)             |   |                                      |
| Recorde pessoal       | Recorde pessoal do atleta (Personal best)    | Recorde da Oceania    | Recorde da Oceania (Oceania)          | DSQ / DQ                   | Desclassificado (Disqualified)            |   |                                      |
| Recorde da temporada  | Recorde da temporada do atleta (Season best) | Recorde sul-americano | Recorde sul-americano (South America) | NM                         | Sem marca (No mark)                       |   |                                      |